# Miss Macédoine
 (février 2023).
Si vous disposez d'ouvrages ou d'articles de référence ou si vous connaissez des sites web de qualité traitant du thème abordé ici, merci de compléter l'article en donnant les références utiles à sa vérifiabilité et en les liant à la section « Notes et références ».

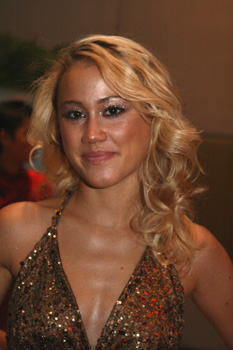
Jana Stojanovska, Miss Macédoine 2007.

Miss Macédoine est un concours de beauté annuel tenu en Macédoine du Nord. La gagnante représente son pays aux élections de Miss Univers, Miss Europe et Miss Terre.

## Les Miss
| Année | Nom                 | Nom cyrillique      |
| ----- | ------------------- | ------------------- |
| 2001  | Sandra Spasovska    | Сандра Спасовска    |
| 2002  | Jasna Spasovska     | Јасна Спасовска     |
| 2003  | Maria Vasić         | Марија Васиќ        |
| 2004  | Sara Leshi          | Зара Леши           |
| 2005  | Milena Stanivuković | Милена Станивуковиќ |
| 2006  | Marija Vegova       | Марија Вегова       |
| 2007  | Jana Stojanovska    | Јана Стојановска    |
| 2010  | Stefani Borsova     |                     |